# Алојз Алцхајмер
Алојз Алцхајмер (нем. Aloysius Alzheimer; Марктбрајт 14. јун 1864-Вроцлав 19. децембар 1915) био је немачки психијатар, неуропатолог и колега Емила Краепелина. Алцхајмер је заслужан за идентификацију првог објављеног случаја "преранилне деменције", који ће Креапелин касније идентификовати као Алцхајмерова болест. 

## Детињство, младост и образовање
Алојз Алцхајмер је рођен у Марктбрајту, Баварија 14. јуна 1864. године. Његов отац је радио у канцеларији градског нотара у породичном граду. Преселили су се у град Aшафенбург када је Алојз још увек био млад у нади да омогући свом детету да похађа Краљевску хуманистичку гимназију. 1883 након дипломирања са Абитуром, Алцхајмер је студирао медицину на Берлинском универзитету, Универзитет у Тибингену и University of Wurzburg. У његовој последњој години на универзитету, био је члан мачевачког братства, чак је добио и казну за узрупирање мира док је био ван свог тима. Алцхајмер је1887 дипломирао са Вурзбурга као доктор медицине.

## Каријера
Наредне године, провео је пет месеци помажући ментално болесним женама пре него што је преузео душевну болницу у Франкфурту. Емил Сјол, познати психијатар био је декан душевне болнице. Још један неуролог Френц Нисл је почео да ради у истој болници као и Алцхајмер. Заједно су водили истраживање о патологији нервног система, а специфично нормалну и патогену анатомију церебралног кортекса. Алцхајмер је био сувласник и коаутор листа Zeitschrift fur die gesamte Neurologie und Psychiatrie, ипак никад није написао књигу која би се могла назвати његовом.
У исто време у душевној болници у Франкфурту, Алцхајмер је такође упознао Емил Краепелин, једну од најпознатијих немачких психијатара тадашњег времена. Краепелин је постаo ментор Алцхајмеру и њих двоје су радили заједно наредних неколико година. Када се Краепелин преселиo у Минхен како би радиo у Краљевској Психијатријској болници 1903 позвао је Алцхајмера да му се придружи. 
Тада је Краепелин радио на клиничком истраживању психички сенилних пацијената, са друге стране Алцхајмер је био више заинтересован да ради у лабораторији за сенилне болести. Два мушкарца би се суочиола са многим изазовима укључујући политику психијатриске заједнице. На пример, оба формална и не формална уговора су били склопљени међу психијатрима у душевним болницама и универзитетима да приме лешеве.
Напушта Минхен 1912 године, и одлази на Friedrich-Wilhelm University of Breslau где је прихватио место као професор и директор психијатрије и неурологије. Његово здравље се погоршало након његовог доласка због чега је био хоспитализован. Три године касније Алцхајмер је умро.

## Аугуст Детерт
У Франкфурту 1901 Алцхајмер је посматрао пацијента Аугуст Детерт. Педесетједногодишњи пацијент је имао чудне симптоме понашања укључујући губитак краткорочног памћења. Наредних година она је постала његова опсесија. Аугуст Детер је била жртва политике те психијатријске заједнице. Болница у Франкфурту била је прескупа за њеног мужа. Хер Детер поднео је неколико захтева да се његова жена пребаци у јефтиније објекте али Алцхајмер је спречавао да се то догоди. Фрау Детер је остао у болници у Франкфурту, где је Алцхајмер направио договор да приме белешке и мозак након њене смрти.
Фрау Детер је умрла 8. априла 1906 године и Алцхајмер је добио њене медицинске картоне и мозак који је пребачен у Минхен где је Алцхајмер радио. Са два италијанска физичара, он је користио технике бојења како би идентификовао амилоидне плакове и неурофибриларна клубад. Ове аномалије мозга су касније постале идентификатори који су познати као Алцхајмерова болест.

## Проналасци
Алцхајмер је јавно причао 3. новембра 1906 о његовим проналасцима мождане патологије и симптомима пресенилне деменције. Слушаоци те лекције били су незаинтересовани о ономе о чему је он причао. Предавач који је пратио Алцхајмера је причао о неконтролисаној мастурбацији, коју је публика жељно ишчекивала па су оставили Алцхајмера без иједног питања и коментара. Пратећи предавање, Алцхајмер је објавио кратак садржај свог предавања, а 1907 написао је дуже објашњење болести као и његове проналаске. Болест није била позната као Алцхајмерова све до 1910 године када је Краепелин назвао. Од 1911, његов опис болести је коришћен од стране европских психијатара приликом дијагнозе пацијената у САД.

## Савременици
Американац Соломон Картер дао је извештај сличан Алцхајмеровом пет месеци пре самог Алцхајмера. Оскар Фишер такође немачки психијатар, 12 година млађи поднео је извештај о 12 случаја сенилне деменције 1907 године, у време када је Алцхајмер објавио његов кратак резиме свог предавања.
Алцхајмер и Фишер су имали различите интепретације ове болести, али услед Алцхајмеровог кратког живота нису имали прилику да се упознају и продискутују.

## Лични живот
Алцхајмер је био близак пријатељ са Вилхелмом Хајнихром Ербом који је у оно време, био водећи стручњак за сифилис. Причало се да је неки богати банкар, заражен сифилисом, затражио помоћ од Ерба. После успешног лечења банкар је желећи да се одужи понудио да плати трошкове научне експедиције по земљама Африке. Под условом да он и супруга буду део експедиције. Како Ерб није имао ништа против експедиција је кренула. Током боравка експедиције у Алжиру, Ербу је стигао телеграм како је банкар доживео још један нервни слом. Ерб се обратио Алцхајмеру који је затим отпутовао у Алжир са намером да банкара и супругу му врати у Немачку. Банкар је убрзо умро а после неког времена Алцхајмер се оженио са удовицом  Cecilie Simonette Nathalie Geisenheimer 1894 године са којом је имао троје деце. Сесил је умрла 1901 године.

## Смрт
Августа 1912, Алцхајмер се разболео у возу на путу до University of Breslau, где је био проглашен за професора психијатрије у јулу 1912. Највероватније је имао инфекцију стрептококама а затим реуматску грозницу која је водила ка болести срца, што је довело до отказивања рада срца и бубрега. Никад се у потпуности није опоравио од ове болести. Умро је од срчаног застоја 19. децембра 1915 у својој 51 години у Бреслију. Сахрањен је 23. децембра 1915 поред своје жене у Франкфурту. 

## Остала интересовања
Алцхајмер је био познат по својим различитим медицинским интересовањима деменција, тумори, епилепсија... Алцхајмер је био водећи специјалиста хистопатологије у Европи. Његове колеге су га познавале као посвећеног професора.